# Saint-Maixent-l’École
Saint-Maixent-l'École là một xã thuộc tỉnh Deux-Sèvres trong vùng Nouvelle-Aquitaine phía tây nước Pháp. Xã này nằm ở khu vực có độ cao trung bình 74 mét trên mực nước biển.
Saint-Maixent-l'École nằm ở khu vực Haut Val de Sèvre có cự ly khoảng 15 km so với Niort và 40 km so với La Rochelle..